# Sitticus inexpectus
Sitticus inexpectus là một loài nhện trong họ Salticidae.
Loài này thuộc chi Sitticus. Sitticus inexpectus được Dmitri Viktorovich Logunov & Torbjörn Kronestedt miêu tả năm 1997.

## Hình ảnh

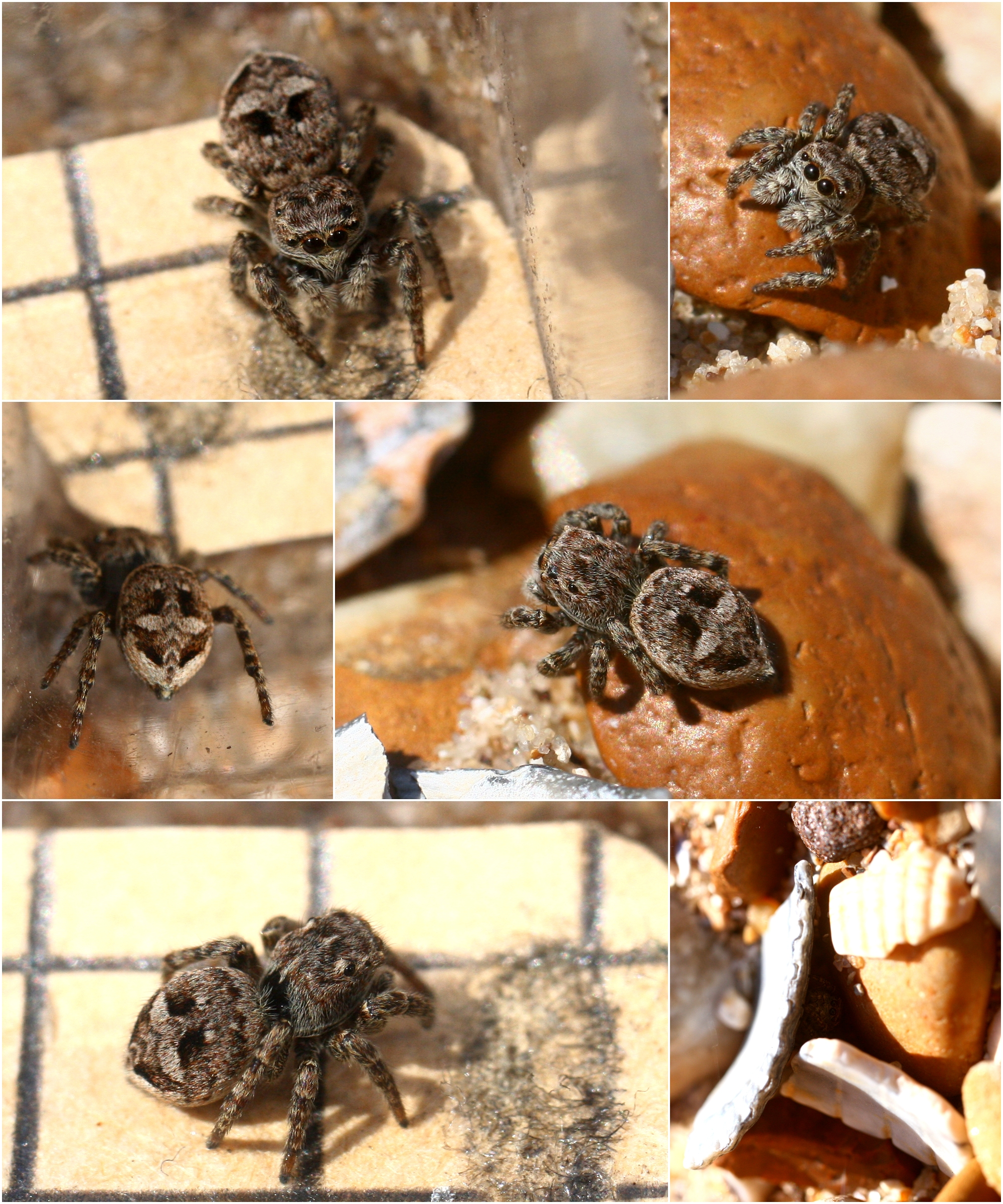
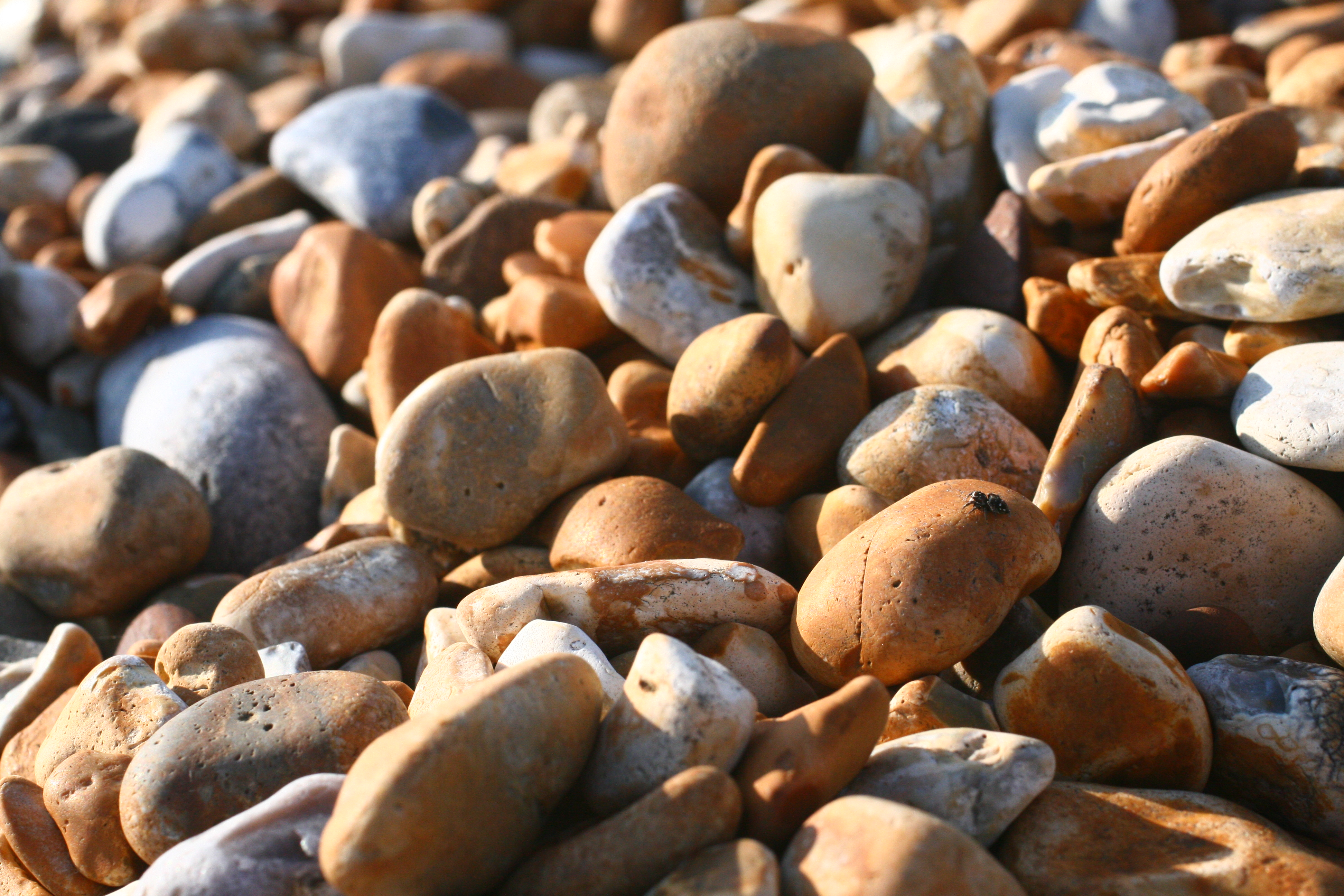
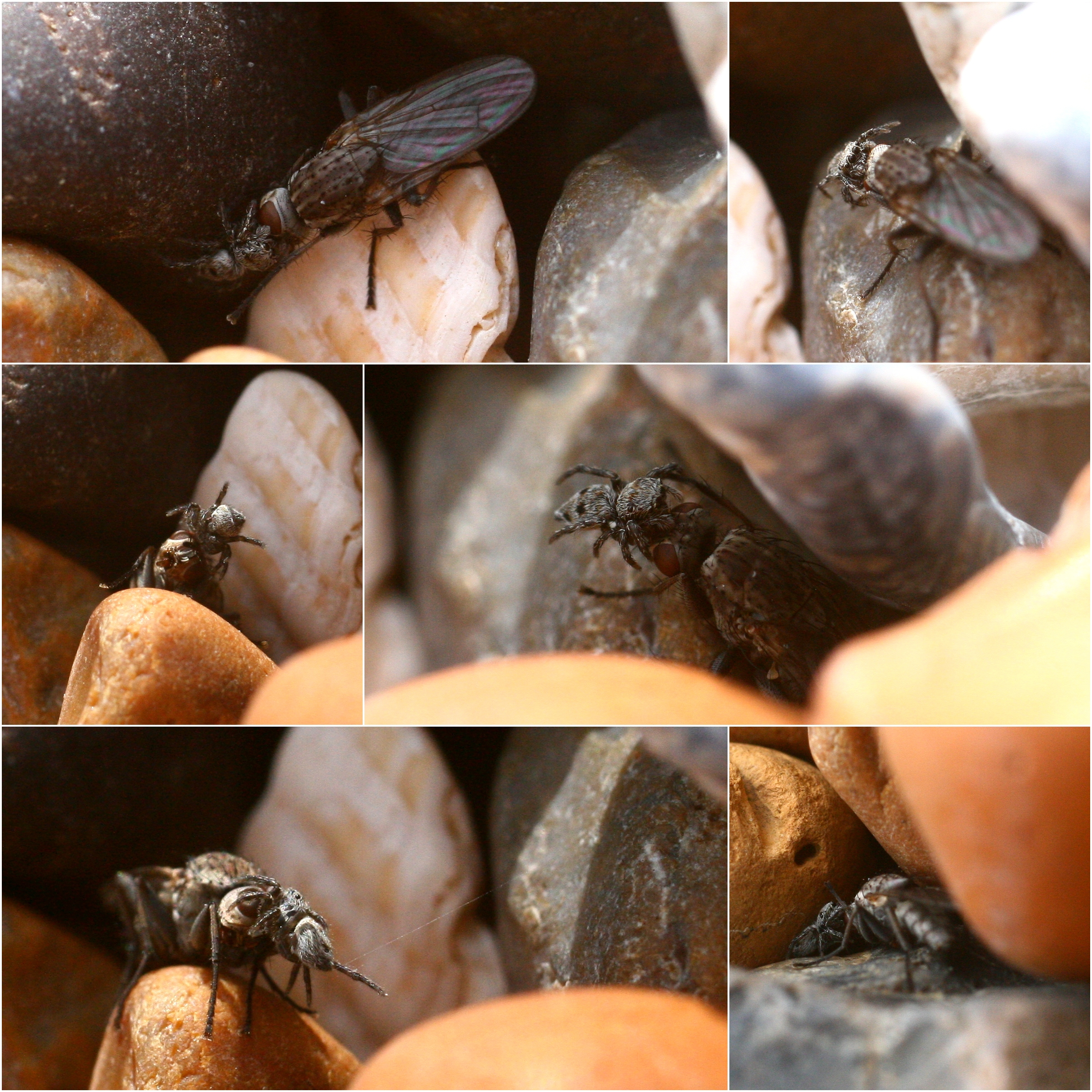
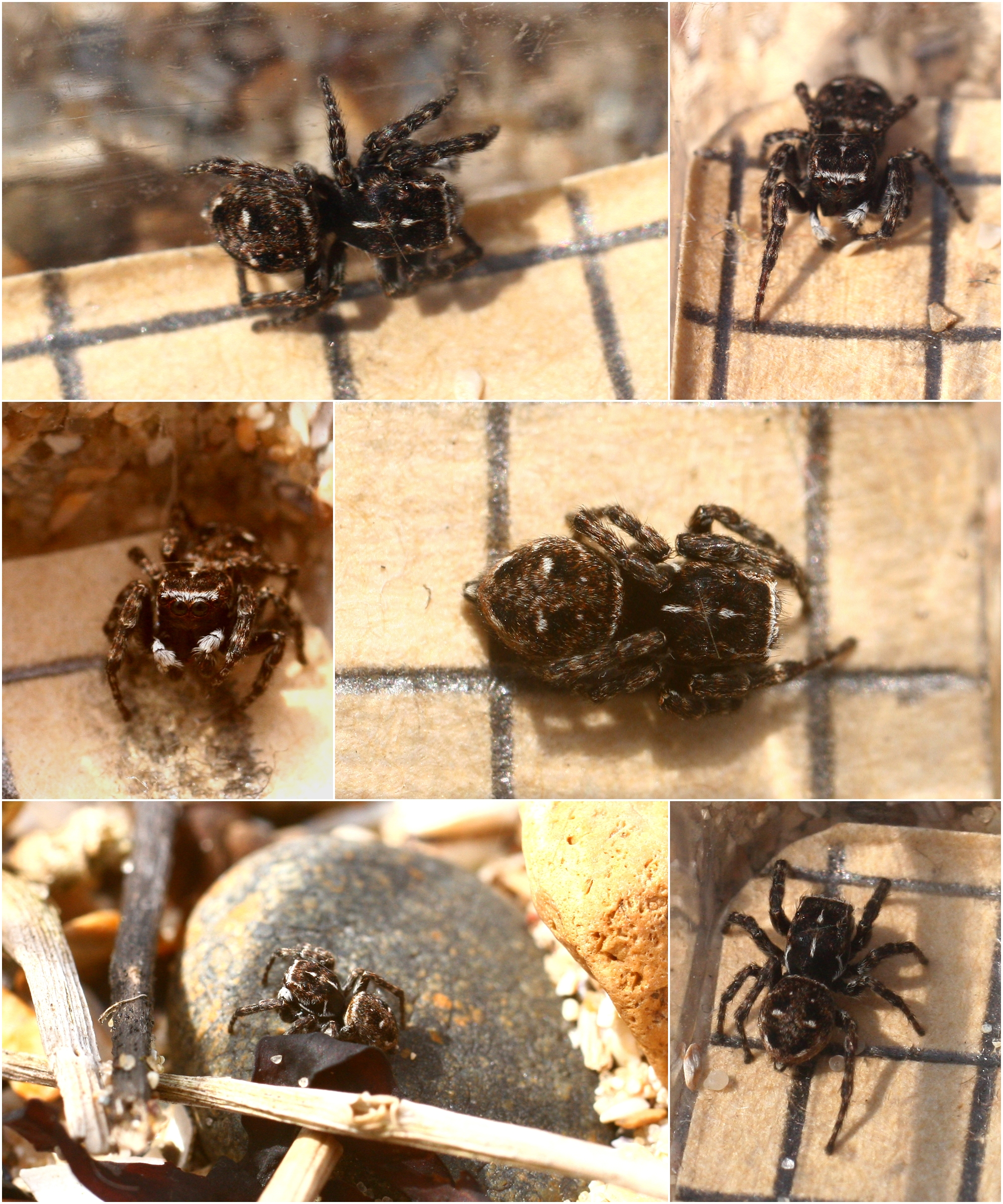